# Хома Бэй (округ)
Хома Бэй — административный округ в бывшей кенийской провинции Ньянза. Его столица и наибольший город — Хома Бэй. Население округа — 1 131 950 человек, из которых 539 560 мужчин, 592 367 женщин и 23 транссексуала. В округе насчитывается 262 036 домохозяйств, в среднем по 4,3 человека на домохозяйство. Площадь округа — 3 154,7 квадратных километров.
Округ покрыт дорожной сетью протяжённостью 3225 км, из которых 1840 км грунтовых дорог, 1240 км гравийных и 184 км покрыто асфальтом. Существует 13 почтовых служб с 3300 установленными почтовыми ящиками, 1605 арендованными почтовыми ящиками и 1695 пустыми почтовыми ящиками.
В округе выращивается множество сельскохозяйственных культур. Кофе, сахарный тростник, кукурузу, бобы, табак, молочные продукты и рыбу выращивают в подокруге Рачуоньё. На холмах Гваси в подокруге Суба выращивают кукурузу, просо, ананасы, сорго, подсолнечник и помидоры. Просо, зеленые бобы, табак, сахарный тростник, ананасы, сизаль выращиваются в Ндиве, Хома-Бей-тауне и Рейндж. Хлопок выращивался в Рачуоньё и центральной Мбите до краха хлопчатобумажной промышленности. Предпринимаются усилия по возрождению хлопководства по всей стране. Жители содержат крупнорогатый и мелкорогатый скот, свиней, кроликов и домашнюю птицу.